# Гірнича промисловість Ліберії
Гірнича промисловість Ліберії

## Загальна характеристика
Гірнича промисловість — найрозвиненіша галузь промисловості. У 1989 частка гірничодобувної промисловості в ВВП Ліберії становила 10,9%. Розробляються родовища залізних руд, алмазів і золота. Гірничодобувна галузь має експортну спрямованість.
У 2001 р. ліберійське міністерство мінеральних ресурсів та енергії (Ministry of Lands Mines and Energy) працювало над проектами: • Mano River Resources: видобуток золота в горах Бі (Веа Mountains), алмазів в Кпо Ранге (Kpo Range); • AmLib: видобуток золота в Кукоя (Kukoya area); • Freedom Gold: видобуток золота в Букон Ґедег (Bukon Gedeh) [Mining Annual Review 2002].

## Окремі галузі
Залізорудна промисловість. Залізняк — найважливіша експортна сировина Ліберії. Промислова розробка залізорудних родовищ почата у 1950-х рр. Здійснювалася відкритим способом компаніями США, Швеції, ФРН, Італії. Після зростання її видобутку у 1960-х — початку 1970-х років стався різкий спад, в 1983 обсяг виробництва становив 15 млн т. До 1977 розроблялися чотири родовища: Бомі-Гілс, Німба, Мано-Рівер і Бонг-Рейндж (родовище розробляється комбінатом Бонґ); лише одне з них (Німба) частково належало Ліберії.
У 1977, після виснаження запасів високоякісної руди, закрився рудник в Бомі-Гілс. Однак незабаром почалася розробка трьох нових родовищ. Найбільше з них, Вологізі, має запаси руди близько 1 млн т. На всіх кар'єрах застосовується транспортна система розробки з зовнішніми відвалами. Основне транспортне обладнання — екскаватори циклічної дії, фронтальні навантажувачі, автосамоскиди великої вантажопідйомності. Руда збагачується флотацією та магнітною сепарацією з отриманням концентрату трьох сортів (Fe до 67%). Осн. імпортери залізорудної сировини: ФРН, Італія, Франція, Нідерланди, Велика Британія, Бельгія, США і Японія.
Алмази, в основному технічні, — друга за значущістю експортна сировина, однак їх частка в експорті невелика. Власний видобуток алмазів в Ліберії становить до 100—150 тис. карат/рік при середньорічному експорті з 1994 по 1998 р. понад 6 млн карат. Це пояснюється експортом алмазів з Сьєрра-Леоне через сусідні країни, зокрема, Ліберію, що було заборонено ООН [Mining J. — 2000. — 335, 8590]. Ліберія, як випливає з доповіді спеціальної комісії ООН, є головним учасником нелегальної торгівлі леонійськими алмазами. Сума цього експорту оцінюється в 25-125 млн доларів щорічно. У деякі роки Ліберія, добуваючи декілька десятків тисяч каратів власних алмазів, експортувала декілька мільйонів каратів загальною вартістю більше за 700 млн дол.

## Гірничо-геологічна служба. Гірниче законодавство. Підготовка кадрів.
Питаннями розвідки і розробки родовищ в Ліберії відають: Гірниче бюро (Bureau of Mines), Управління геологічної служби (Geological Survey Department), Міністерствво земель і шахт (Ministry of Lands and Mines). У країні в законодавчому порядку регламентується отримання концесій на розвідку і видобуток алмазів. Кадри геологів готують в Ліберійському університеті (м. Монровія).